# Diablinti
I Diablinti o Aulerci Diablinti (o Diablintri) furono una tribù gallica, ricompresa tra gli Aulerci. 
Giulio Cesare (De bello Gallico III, 9) annovera i Diablinti fra gli alleati dei Veneti ed altre popolazioni armoricane che Cesare attaccò. I Diablinti sono indicati come stanziati tra i Morini e i Menapii, una notizia che, non conoscendo le reali posizioni di questi ultimi, potrebbe portare a false conclusioni. 
La vera forma del nome in Cesare è dubbia. Schneider, nella sua edizione del De bello Gallico, ha adottato la forma Diablintres, sorretta da autorevoli fonti manoscritte. I Diablinti coincidono con i Diablindi che Plinio (iv. 18) colloca in Gallia Lugdunensis e, probabilmente, con gli Aulerci Diaulitae di Tolomeo (ii. 8). 
Possiamo inferirne con qualche approssimazione la posizione dall'elencazione che ne fa Plinio: Coriosoliti, Diablindi, Redoni. 
La capitale dei Diablinti, seguendo Tolomeo, era Noviodunum, probabilmente la Nudium della Tabula Peutingeriana. 
La Notitia dignitatum, dell'inizio del quinto secolo, menziona Civitas Diablintum tra le città della Lugdunensis Tertia. 
Un documento del sesto secolo parla di una condita Diablintica posta in Pago Cenomannico (nei pressi dell'odierna Le Mans), ci permette di localizzare i Diablinti, fornendoci anche una spiegazione del perché Tolomeo utilizzi il termine Aulerci per riferirsi sia ai Diablinti che ai Cenomani. 
Un altro documento del sesto secolo parla di un oppidum Diablintes juxta ripam Araenae fiuvioli; il fiume Arena è individuato nel Aron, un affluente di sinistra del Mayenne. La cittadina di Jublains (or Jubleins), dove sono stati trovati resti romani, non lontano dal fiume Mayenne verso sud-est, è probabilmente la sede della Civitas Diablintum e Noviodunum (riportata anche come Noeodunum o Noiodunum). Il territorio dei Diablinti appare esser stato di piccola estensione e potrebbe essere stato incluso in quello dei Cenomanni, la originaria diocesi di Le Mans. D'Anville, Notice, &c.; Walekenaer, Géog., &c. vol. i. p. 387.)

## Fonti
- William Smith. Dictionary of Greek and Roman Antiquities, 1857